# 程祚蕃
程祚蕃（？年—？年），字錫餘，號初民，江西建昌府南城縣人，由道光辛巳恩貢生考取教習，授四川秀山縣知縣，歷任鄰水縣、遂寧縣、蒼溪縣等縣知縣。道光二十四年署理秀山縣知縣，兼攝學篆，二十五年增修秀山縣聖廟，二十六年冬十一月，以喪去職。